# Верхний Коропец
Ве́рхний Ко́ропец (укр. Ве́рхній Ко́ропець) — село в Мукачевском районе Закарпатской области Украины. Административный центр Верхнекоропецкой сельской общины.
Население по переписи 2001 года составляло 1362 человека. Почтовый индекс — 89660. Телефонный код — 3131. Занимает площадь 2,01 км². Код КОАТУУ — 2122781601.